# Мошне
Мошне — озеро у Шацькому районі Волинської області України.
Озеро Мошне знаходиться за 2 км на північ від озера Пісочне, за декілька сотень метрів від кордону з Білоруссю.
Площа озера становить 36 га, довжина — 800 м, ширина — 600 м, максимальна глибина — 3,0 м, середня глибина — 2,0 м, об'єм води становить 0,7 тис.м³.
Щодо походження озера Мошне, то вважають, що дане озеро є реліктовим і належить до групи залишкових озер. Серед групи Шацьких озер, озеро Мошне вважається найстаршим, і його вік становить приблизно 9800 років.
Берегова лінія озера Мошне слабо розвинена. Береги низинні, порослі лісом, заболочені. Вода в озері каламутна, коричневого кольору, має нейтральну реакцію рН. Прозорість води слабка — 0,5-0,7 м.
Термічні, морфологічні, хімічні дослідження озера Мошно, які проводились в 70-80 роках показали, що озеро дистрофічне (постійно замулюється і заростає, перероджується в болото), і воно є еталоном реліктових озер.
З фітопланктону в озері Мошне виявлено 27 видів, різноманітностей і форм водоростей. Широко розповсюджені тут зелені хлорококкові, синьо-зелені та діатомові водорості.
Вища водна рослинність представлена такими видами як очерет, стрілолист, рдесники, ситник та харові водорості.
Іхтіофауна озера Мошне не відзначається багатством та різноманітністю видів. Тут поширені переважно звичайні види, які є типовими для всіх озер Шацького національного природного парку. Це такі види, як щука, плотва, краснопірка, окунь, йорж, карась, в'юн, лин та карликовий сомик, який є інтродукованим для даної водойми видом.
Видове багатство птахів на озері Мошне також не відзначається різноманітністю . Тут можна зустріти птахів — крижень, червоноголова чернь, гоголь, сизий мартин. Зрідка можна зустріти лебедів.
Територія Шацького національного природного парку поділена на функціональні зони. Озеро Мошне та оточуюча його територія відноситься до заповідної зони парку, яка призначена для охорони і відновлення найцінніших природних комплексів, режим якої визначається відповідно до вимог, встановлених для природних заповідників. В даній зоні забороняються всі види рекреаційної та господарської діяльності, крім наукових досліджень.